# Runcu (Dâmbovița)
Runcu è un comune della Romania di 4 632 abitanti, ubicato nel distretto di Dâmbovița, nella regione storica della Muntenia.
Il comune è formato dall'unione di 6 villaggi: Bădeni, Brebu, Ferestre, Piatra, Runcu, Siliștea.
| Controllo di autorità | VIAF (EN) 2991147270459235700006 · GND (DE) 1112276645 |